# CK Črni
Curling klub Črni je hrvatski curling klub iz Karlovića.  
Utemeljen je 2003. godine. Sjedište je na adresi Črni 9, Karlovići.